# Xiuduan
Xiuduan är en köping i sydöstra Kina. Den ligger i Lianping härad i staden Heyuan i provinsen Guangdong, omkring 210 kilometer nordost om provinshuvudstaden Guangzhou. Antalet invånare är 12 280. Befolkningen består av 6 215 kvinnor och 6 065 män. Barn under 15 år utgör 24,0 %, vuxna 15-64 år 64 %, och äldre över 65 år 10,0 %.